# Olonkinbyen

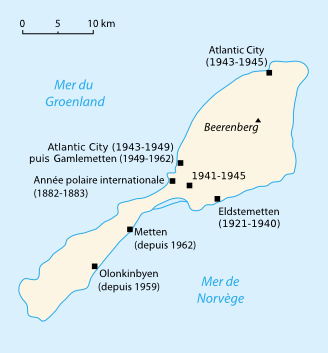
Karte mit früheren und heutigen Wetter- und Funkstationen

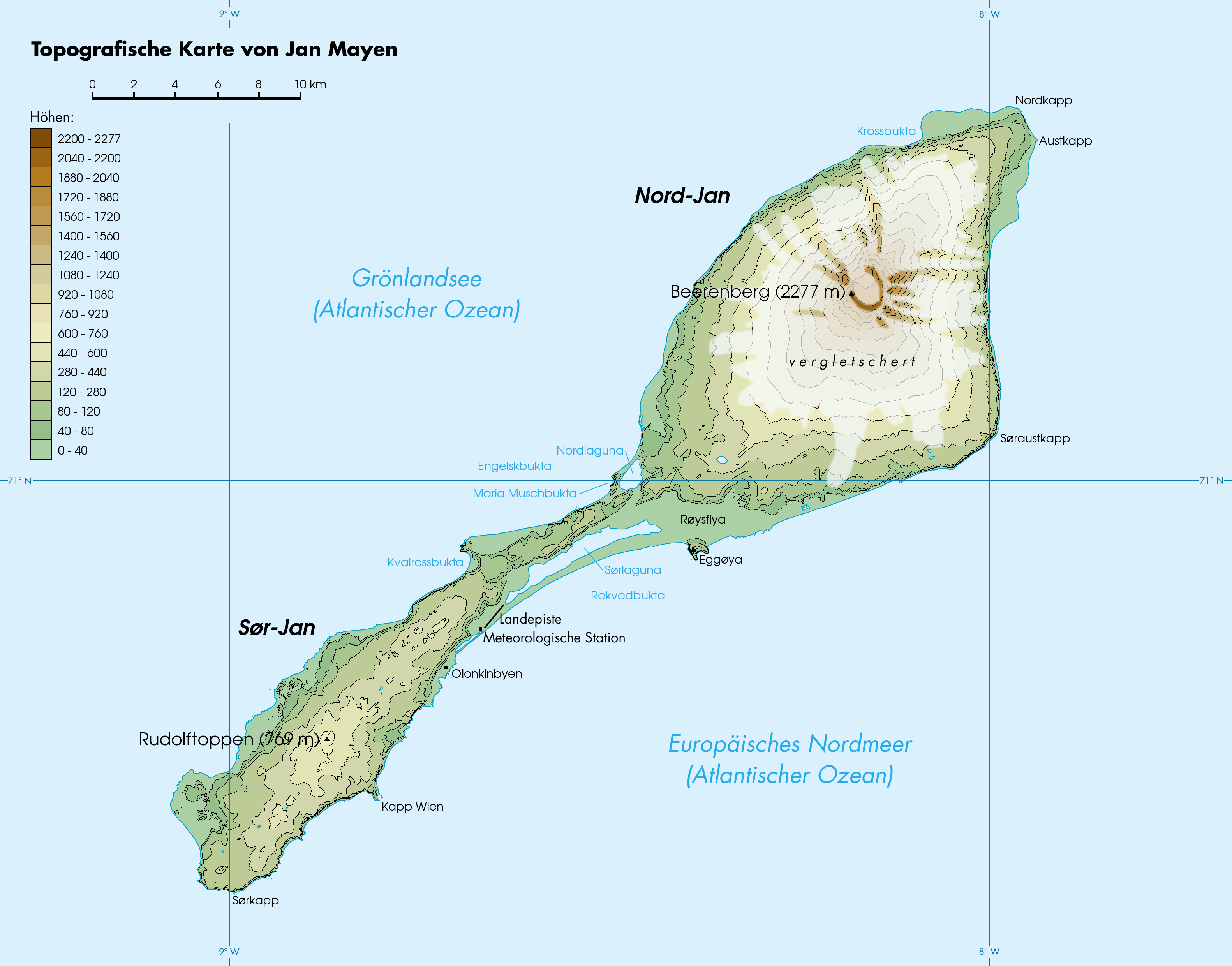
Topographische Karte von Jan Mayen

Olonkinbyen ist die einzige Siedlung auf der norwegischen Insel Jan Mayen in der Grönlandsee. Sie besteht aus einer Wetterstation, einem Militärposten und einer ehemaligen Sendeanlage des Funknavigationssystems LORAN-C. Der Ort ist nach dem Polarforscher Gennadi Olonkin benannt.

## Die Siedlung
Olonkinbyen besteht aus wenigen, größtenteils baulich miteinander verbundenen und um zwei nach Westen offene Innenhöfe gruppierten Gebäuden. Es liegt auf dem schmalen Küstenstreifen etwa 150 m landeinwärts an der Südostküste im Südteil der Insel, im Windschatten des bis zu einer Höhe von über 750 m aufragenden Bergrückens, der den Südteil der Insel durchzieht.
In Olonkinbyen lebt die gesamte Bevölkerung der Insel, die aus dem alle sechs Monate ausgewechselten Personal der von Norwegen unterhaltenen Wetterstation und der für nautische und Luftverkehrs-Navigationszwecke betriebenen LORAN‑C-Basis besteht. Lebten hier in den 1960er Jahren noch bis zu 40 Personen, sind es heute noch insgesamt 18 Männer und Frauen. Die Mehrzahl des Stationspersonals arbeitet an der von den norwegischen Streitkräften betriebenen Funknavigationsstation, die übrigen (mehrheitlich Meteorologen) an der Wetterstation des Norwegischen Meteorologischen Instituts. Auch Spezialisten wie Krankenpfleger und Koch gehören zum ständigen Personal. Personalwechsel finden im April und Oktober statt. Stationschef ist ein norwegischer Offizier, der als einziger jeweils ein Jahr auf der Insel bleibt.

## Geschichte

### Eldste Metten
Die erste Wetterstation wurde vom Norwegischen Meteorologischen Institut im Jahre 1921 am Ufer auf der Ostseite der Insel in der Jameson-Bucht, etwas östlich der Halbinsel Eggøya eingerichtet. Die dazugehörige Küstenfunkstelle, Jan Mayen Radio, die insbesondere Fischereifahrzeugen und Robbenjägern diente, bestand aus einem Telefunken-Sender mit drei Kilowatt Sendeleistung und einem 55 Meter hohen Antennen-Dreibeinmast. Die Station wurde nur von drei, später vier Mann betrieben.
Im September 1940 wurde diese Station, in der Folge Eldstemetten (auch Eldste Metten, Älteste Met) genannt, wegen des Krieges durch die norwegischen Streitkräfte unbrauchbar gemacht und aufgegeben. Da jedoch Wetterberichte von Jan Mayen für die alliierte Kriegführung von erheblicher Bedeutung waren, wurde bereits im März/April 1941 eine neue Station in einiger Entfernung von der Küste im Jøssingdalen errichtet. Zum Schutz wurde ihr eine kleine Militärgarnison mit einigen Flugabwehrkanonen beigegeben. Die deutsche Wehrmacht wurde sehr schnell auf die Funkmeldungen der Station aufmerksam und versuchte wiederholt, allerdings ohne Erfolg, sie durch Flugzeugangriffe auszuschalten; diese Angriffe wurden noch im Laufe des Jahres 1941 eingestellt.

### Gamle Metten
1943 richtete die US-Küstenwache an der Nordlagune auf der Nordwestseite der Insel, nicht weit von der norwegischen Station, eine eigene Station, „Atlantic City“ genannt, zur militärischen Überwachung des deutschen Funkverkehrs ein, die sie bis Februar 1946 betrieb. Nach dem Abzug der Amerikaner übernahmen die Norweger deren Gebäude und nutzten sie bis 1949 als provisorische Wetterstation. Dann bauten sie sich unmittelbar daneben eine bessere Anlage, die bis 1962 in Gebrauch blieb; sie wird heute als Gamle Metten (Alte Met) bezeichnet.

### Metten
Die Gamle Metten war den oft sehr starken Stürmen ausgesetzt, die von den vergletscherten Hängen des 2277 m hohen Beerenbergs niedergingen. Da ohnehin ein Neubau notwendig geworden wäre, wurde sie 1962 aufgegeben und nach Olonkinbyen verlegt, das ab 1958 auf der Südwestseite von Jan Mayen als LORAN-Basis der NATO errichtet worden und seit 1959 in Betrieb war. Die Lage dort war geschützter und es war logistisch sinnvoll, nur noch eine einzige Station zu versorgen und betreiben. Die eigentliche Wetterstation, die heutige Metten, wurde etwa 3 km weiter nordöstlich (70° 56′ 22,6″ N, 8° 40′ 4,1″ W) am Helenesanden in der Nähe der Landepiste installiert.

### Gegenwart
Im Jahr 1984 wurde die Telegrafieinstallation entfernt und die Wetter- und Küstenfunkstation mit der militärischen Anlage zusammengefasst. Am Danielsen Krater wurden 1989 ein Ultrakurzwellensender und 1994 ein Mittelwellensender installiert, die von Kystradio Nord in Bodø aus gesteuert werden.
Die LORAN-C-Station gehörte zur Sendekette 7001 Bø (Nordeuropa) des Northwest European LORAN-C Systems (NELS). Die Sendeantenne befand sich auf einem 190 Meter hohen, abgespannten Stahlfachwerkturm, der ebenfalls in einiger Entfernung südlich der kleinen Wohnsiedlung stand (70° 54′ 51,5″ N, 8° 43′ 56,5″ W).

## Flugplatz

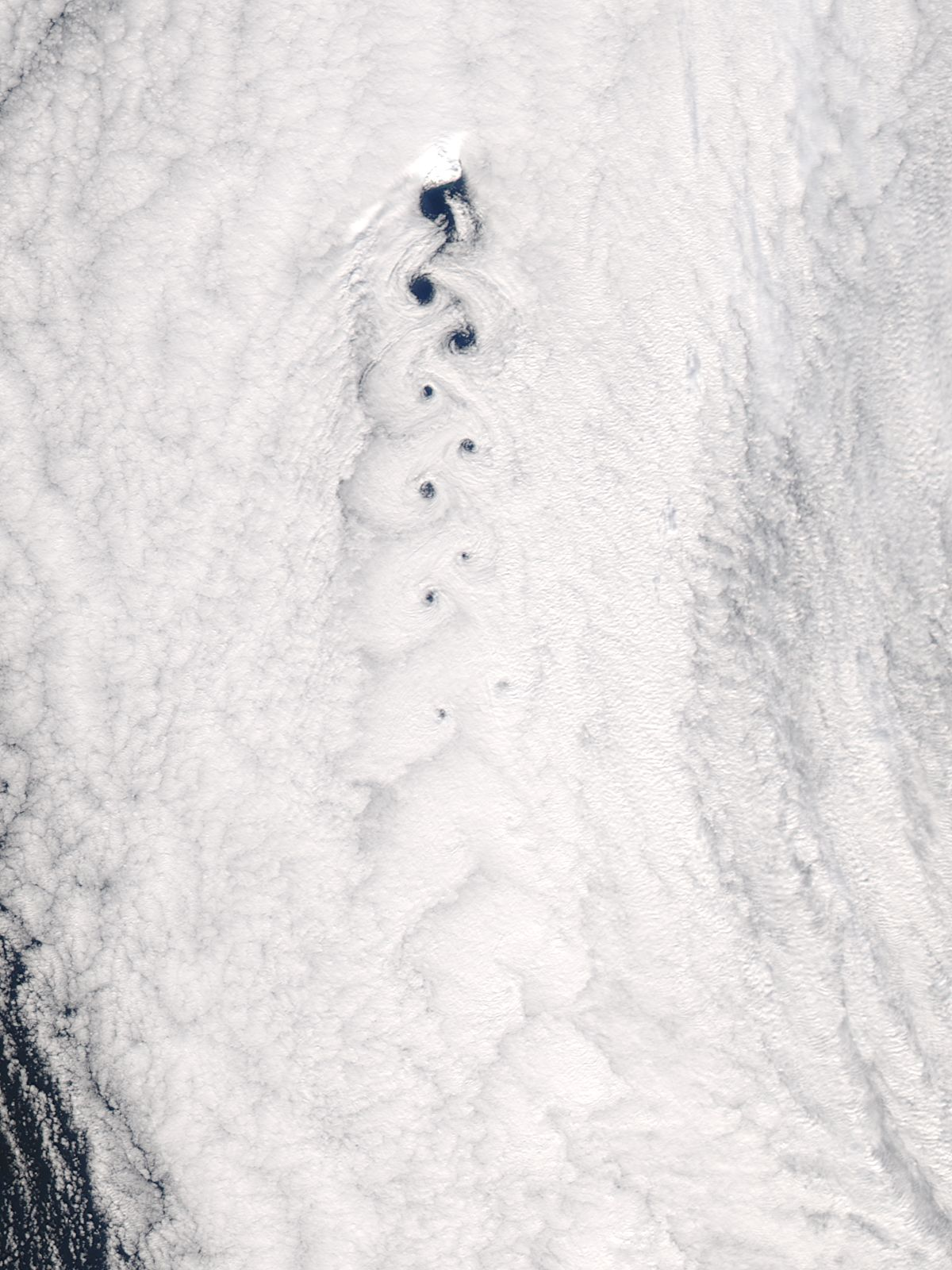
Durch den Beerenberg (oben, dunkel) verursachte Kármánsche Wirbelstraße (Satellitenfoto)

Die norwegische Luftwaffe unterhält etwa 3 km nordöstlich der Station (70° 56′ 42″ N, 8° 39′ 4″ W) eine im Jahre 1960 angelegte 1585 m lange unbefestigte Landepiste, das Jan Mayensfield (IATA: ZXB, ICAO: ENJA), die von der Luftwaffe zur Versorgung der Station benutzt wird und nicht für den allgemeinen Flugverkehr zugänglich ist. Normalerweise wird die Insel einmal alle sechs Wochen von Bodø aus angeflogen. Da keine Instrumentenlandung möglich ist, ist gute Sicht erforderlich und die Maschinen müssen nicht selten den zweistündigen Rückflug nach Bodø antreten, ohne gelandet zu sein.
Unter bestimmten Wetterbedingungen induziert der 2277 m hohe Beerenberg im Norden der Insel „Kármán-Wind“ genannte Leewellen, die bei einer Wellenlänge von bis zu 15 Kilometern auf der Leeseite bis in eine Entfernung von mehreren hundert Kilometern spürbar sind und den Flugverkehr gefährden können; so kam es hier beispielsweise 1991 fast zu einem Absturz einer Lockheed C-130 „Hercules“, bedingt durch einen plötzlichen „Kármán Shift“ während des Starts.